# Bruine fruitetende vleermuis
De bruine fruitetende vleermuis (Artibeus concolor) is een zoogdier uit de familie van de bladneusvleermuizen van de Nieuwe Wereld (Phyllostomidae). De wetenschappelijke naam van de soort werd voor het eerst geldig gepubliceerd door Peters in 1865. Soms wordt de soort in het geslacht Koopmania geplaatst.

## Voorkomen
De soort komt voor in Guiana's, Venezuela, Colombia, het noorden van Brazilië en Peru. In Suriname wordt hij aangetroffen op het Nassaugebergte en het Lelygebergte, beide delen van de Brokolonko-formatie.